# Copa Libertadores Sub-20 de 2023
La Copa Libertadores Sub-20 de 2023, oficialmente Conmebol Libertadores Sub-20 2023, fue la séptima edición de este torneo sudamericano de clubes organizado por la Conmebol en la categoría sub-20. La competición se realizó en Chile. El campeón del torneo fue Boca Juniors, quien derrotó a Independiente del Valle en la final, por marcador de 2-0 en el tiempo reglamentario, con ello Boca Juniors disputó posteriormente la Copa Intercontinental Sub-20 2023.

## Formato
Se disputa en dos fases: fase de grupos y fase final. La fase de grupos la disputarán los 12 equipos clasificados, 10 campeones nacionales de las asociaciones miembro, un cupo extra para el país anfitrión y un cupo para el campeón vigente. Serán distribuidos en tres grupos (A, B y C). Una vez finalizada dicha fase, clasificarán para la fase final cuatro equipos: los tres ubicados en la primera posición de sus respectivos grupos y el mejor de los tres equipos ubicados en la segunda posición, quienes disputaron las semifinales. Los ganadores de ambos partidos de semifinales disputarán la final para dirimir quién se quedó con el título de campeón, mientras que los dos perdedores disputarán el partido por el tercer puesto.

## Equipos participantes
| País                              | Equipo                    | Vía de clasificación                                                                          |
| --------------------------------- | ------------------------- | --------------------------------------------------------------------------------------------- |
| Argentina Un cupo                 | Boca Juniors              | Campeón en Cuarta División del Torneo del Primer Semestre de 2022                             |
| Bolivia Un cupo                   | Always Ready              | Campeón de la Copa Bolivia Sub-20 2023                                                        |
| Brasil Un cupo                    | Palmeiras                 | Campeón Copa de Brasil Sub-20 2022                                                            |
| Chile Un cupo + Anfitrión         | O'Higgins Huachipato      | Campeón del Torneo Apertura Proyección 2022 Campeón del Torneo Clausura Proyección 2022       |
| Colombia Un cupo                  | Envigado                  | Campeón de la Supercopa Juvenil FCF 2022                                                      |
| Ecuador Un cupo                   | Independiente del Valle   | Campeón del Campeonato Nacional Sub-19 2022                                                   |
| Paraguay Un cupo                  | Cerro Porteño             | Campeón de Campeones Sub-19 2022                                                              |
| Perú Un cupo                      | Alianza Lima              | Campeón del Torneo de Promoción y Reservas de la Liga 1 de 2022                               |
| Uruguay Un cupo + Campeón vigente | Peñarol Defensor Sporting | Campeón de la Copa Libertadores Sub-20 de 2022 Subcampeón del Campeonato Uruguayo Sub-19 2022 |
| Venezuela Un cupo                 | Caracas                   | Campeón del Torneo Sub-19 2022                                                                |

## Organización

### Sedes
Los partidos de esta edición serán jugados en el norte chico chileno, específicamente en las ciudades vecinas de La Serena y Coquimbo.
| Coquimbo La Serena | La Serena                          |
| ------------------ | ---------------------------------- |
| Coquimbo La Serena | Estadio La Portada                 |
| Coquimbo La Serena | Capacidad: 18 500                  |
| Coquimbo La Serena |                                    |
| Coquimbo La Serena | Coquimbo                           |
| Coquimbo La Serena | Estadio Francisco Sánchez Rumoroso |
| Coquimbo La Serena | Capacidad: 18 750                  |
| Coquimbo La Serena |                                    |

### Listado de árbitros
La Conmebol confirmó las siguientes ternas arbitrales, provenientes de nueve de los países miembros de la confederación.
| - Argentina: Pablo Echavarría - Cristian Navarro (asistente) - José Savorani (asistente) - Bolivia: Jordy Alemán - Roger Orellana (asistente) - Carlos Tapia (asistente) - Rubén Flores (asistente) - Brasil: Paulo Zanovelli - Nailton Souza (asistente) - Luanderson de Lima (asistente) | - Chile: Francisco Gilabert - Edson Cisternas (asistente) - Alan Sandoval (asistente) - Colombia: Jhon Hinestroza - Bismark Santiago (central) - Miguel Roldán (asistente) - David Fuentes (asistente) - Ecuador: Álex Cajas - Andrés Tola (asistente) - Danny Ávila (asistente) - Edison Vázquez (asistente) | - Perú: Edwin Ordóñez - Joel Alarcón (central) - Stephen Atoche (asistente) - Alberth Alarcón (asistente) - Uruguay: Leodán González - Santiago Fernández (asistente) - Horacio Ferreiro (asistente) - Venezuela: José Uzcátegui - Alberto Ponte (asistente) - Freiker Colmenárez (asistente) - Erizon Nieto (asistente) |

## Sorteo
El sorteo de grupos se realizó el 1 de junio de 2023, desde la sede de la Conmebol en Luque, Paraguay, fue oficiada por Guillermo Tobías, Gerente General de Competiciones de Clubes, y transmitido en vivo en YouTube.
- Los 12 equipos se ubicaron en cuatro bombos de tres equipos, según la ubicación final del club de su asociación nacional en la edición previa del torneo, y se dividieron en tres bombos de cuatro.
- El campeón defensor, Peñarol, fue colocado automáticamente en el bombo 1 y asignado a la posición A1 en la fase de grupos, mientras que los equipos de las siguientes dos mejores asociaciones (Uruguay y Ecuador), también fueron colocados en el bombo 1 y sorteado a la posición B1 o C1 en la fase de grupos.
- Los equipos de las siguientes tres asociaciones (Paraguay, Venezuela y Argentina) se colocaron en el bombo 2 y se los sorteó a la posición A2, B2 o C2 en la fase de grupos.
- Los equipos de las siguientes tres asociaciones (Colombia, Perú y Brasil) se colocaron en el bombo 3 y se los sorteó a la posición A3, B3 o C3 en la fase de grupos.
- Los equipos de las dos últimas asociaciones (Chile y Bolivia) y el equipo adicional de la asociación anfitriona (Chile) se colocaron en el bombo 4 y se los sorteó a la posición A4, B4 o C4 en la fase de grupos.
- Los equipos de la misma asociación no se podían agrupar en el mismo grupo.

| Bombo 1                                                      | Bombo 2                                  | Bombo 3                               | Bombo 4                                 |
| ------------------------------------------------------------ | ---------------------------------------- | ------------------------------------- | --------------------------------------- |
| - Peñarol (A1) - Defensor Sporting - Independiente del Valle | - Cerro Porteño - Caracas - Boca Juniors | - Envigado - Alianza Lima - Palmeiras | - O'Higgins - Always Ready - Huachipato |

## Fase de grupos
- Los horarios corresponden a la hora local de Chile: (UTC-4).

     – Clasificados para las Semifinales.

     – Clasificado a las Semifinales como el mejor segundo.

### Grupo A
| Equipo       | Pts. | PJ | PG | PE | PP | GF | GC | Dif. |
| ------------ | ---- | -- | -- | -- | -- | -- | -- | ---- |
| Peñarol      | 9    | 3  | 3  | 0  | 0  | 11 | 3  | 8    |
| Caracas      | 6    | 3  | 2  | 0  | 1  | 8  | 6  | 2    |
| O'Higgins    | 1    | 3  | 0  | 1  | 2  | 2  | 6  | –4   |
| Alianza Lima | 1    | 3  | 0  | 1  | 2  | 1  | 7  | –6   |

| 1 de julio | Alianza Lima | 0:0 | O'Higgins | Estadio Francisco Sánchez Rumoroso, Coquimbo |                        |
| 15:00      |              |     |           | Árbitro(s): Álex Cajas                       | Árbitro(s): Álex Cajas |

| 1 de julio | Peñarol                                                              | 5:1 (5:0) | Caracas            | Estadio Francisco Sánchez Rumoroso, Coquimbo |                             |
| 18:00      | De Ritis 3' · Díaz 36' · Nongoy 38' · De Armas 40' · Homenchenko 45' |           | Jiménez 54' (pen.) | Árbitro(s): Paulo Zanovelli                  | Árbitro(s): Paulo Zanovelli |

| 4 de julio | Caracas                                              | 4:1 (2:1) | O'Higgins    | Estadio La Portada, La Serena |                          |
| 15:00      | Sequera 30' · Jiménez 42' · Reinoso 79' · Albizo 81' |           | Maturana 27' | Árbitro(s): Jordy Alemán      | Árbitro(s): Jordy Alemán |

| 4 de julio | Peñarol                          | 4:1 (2:0) | Alianza Lima | Estadio La Portada, La Serena |                              |
| 18:00      | Díaz 2', 24', 67' · Ferreira 52' |           | Aranda 55'   | Árbitro(s): Bismark Santiago  | Árbitro(s): Bismark Santiago |

| 7 de julio | O'Higgins    | 1:2 (1:1) | Peñarol                 | Estadio La Portada, La Serena |                              |
| 15:00      | Calderón 28' |           | Correa 2' · Madruga 62' | Árbitro(s): Pablo Echavarría  | Árbitro(s): Pablo Echavarría |

| 7 de julio | Caracas                                | 3:0 (1:0) | Alianza Lima | Estadio La Portada, La Serena |                             |
| 18:00      | Sequera 5' · Padilla 55' · Jiménez 89' |           |              | Árbitro(s): Jhon Hinestroza   | Árbitro(s): Jhon Hinestroza |

### Grupo B
| Equipo                  | Pts. | PJ | PG | PE | PP | GF | GC | Dif. |
| ----------------------- | ---- | -- | -- | -- | -- | -- | -- | ---- |
| Independiente del Valle | 9    | 3  | 3  | 0  | 0  | 10 | 1  | 9    |
| Cerro Porteño           | 6    | 3  | 2  | 0  | 1  | 7  | 4  | 3    |
| Envigado                | 3    | 3  | 1  | 0  | 2  | 1  | 3  | –2   |
| Always Ready            | 0    | 3  | 0  | 0  | 3  | 1  | 11 | –10  |

| 2 de julio | Independiente del Valle                      | 3:1 (2:0) | Cerro Porteño | Estadio La Portada, La Serena |                             |
| 15:00      | Klinger 27' · Mercado 40' (pen.) · Ochoa 71' |           | Fariña 54'    | Árbitro(s): Leodán González   | Árbitro(s): Leodán González |

| 2 de julio | Envigado   | 1:0 (0:0) | Always Ready | Estadio La Portada, La Serena  |                                |
| 18:00      | España 78' |           |              | Árbitro(s): Francisco Gilabert | Árbitro(s): Francisco Gilabert |

| 5 de julio | Independiente del Valle | 1:0 (1:0) | Envigado | Estadio Francisco Sánchez Rumoroso, Coquimbo |                             |
| 15:00      | Klinger 28'             |           |          | Árbitro(s): Paulo Zanovelli                  | Árbitro(s): Paulo Zanovelli |

| 5 de julio | Cerro Porteño                                         | 4:1 (3:0) | Always Ready | Estadio Francisco Sánchez Rumoroso, Coquimbo |                              |
| 18:00      | Aguilera 21' · Traoré 45+3' · Arce 49' · Diarra 90+4' |           | Paniagua 69' | Árbitro(s): Pablo Echavarría                 | Árbitro(s): Pablo Echavarría |

| 8 de julio | Always Ready | 0:6 (0:3) | Independiente del Valle                                     | Estadio Francisco Sánchez Rumoroso, Coquimbo |                            |
| 15:00      |              |           | Ochoa 7' · Rentería 44', 45+2', 74' · Páez 48' · Arroyo 63' | Árbitro(s): José Uzcátegui                   | Árbitro(s): José Uzcátegui |

| 8 de julio | Cerro Porteño          | 2:0 (1:0) | Envigado | Estadio Francisco Sánchez Rumoroso, Coquimbo |                                |
| 18:00      | Arce 40' · Giménez 79' |           |          | Árbitro(s): Francisco Gilabert               | Árbitro(s): Francisco Gilabert |

### Grupo C
| Equipo            | Pts. | PJ | PG | PE | PP | GF | GC | Dif. |
| ----------------- | ---- | -- | -- | -- | -- | -- | -- | ---- |
| Boca Juniors      | 7    | 3  | 2  | 1  | 0  | 4  | 2  | 2    |
| Palmeiras         | 5    | 3  | 1  | 2  | 0  | 6  | 5  | 1    |
| Defensor Sporting | 3    | 3  | 1  | 0  | 2  | 4  | 3  | 1    |
| Huachipato        | 1    | 3  | 0  | 1  | 2  | 2  | 6  | –4   |

| 3 de julio | Palmeiras                     | 2:2 (2:1) | Huachipato         | Estadio Francisco Sánchez Rumoroso, Coquimbo |                           |
| 15:00      | Thalys 28' · Allan 32' (pen.) |           | Gutiérrez 17', 89' | Árbitro(s): Edwin Ordóñez                    | Árbitro(s): Edwin Ordóñez |

| 3 de julio | Defensor Sporting | 0:1 (0:1) | Boca Juniors | Estadio Francisco Sánchez Rumoroso, Coquimbo |                             |
| 18:00      |                   |           | Benítez 20'  | Árbitro(s): Jhon Hinestroza                  | Árbitro(s): Jhon Hinestroza |

| 6 de julio | Boca Juniors | 1:0 (1:0) | Huachipato | Estadio La Portada, La Serena |                             |
| 15:00      | Di Lollo 16' |           |            | Árbitro(s): Dilio Rodríguez   | Árbitro(s): Dilio Rodríguez |

| 6 de julio | Defensor Sporting | 1:2 (1:1) | Palmeiras                          | Estadio La Portada, La Serena |                        |
| 18:00      | Copelotti 13'     |           | Thalys 37' · Gilberto Júnior 90+3' | Árbitro(s): Álex Cajas        | Árbitro(s): Álex Cajas |

| 9 de julio | Huachipato | 0:3 (0:2) | Defensor Sporting                      | Estadio Francisco Sánchez Rumoroso, Coquimbo |                           |
| 15:00      |            |           | Lima 28' · Cabrera 44' · Copelotti 71' | Árbitro(s): Edwin Ordóñez                    | Árbitro(s): Edwin Ordóñez |

| 9 de julio | Boca Juniors            | 2:2 (1:0) | Palmeiras                | Estadio Francisco Sánchez Rumoroso, Coquimbo |                              |
| 18:00      | Benítez 12' · Génez 55' |           | Thalys 84' · Estevão 86' | Árbitro(s): Bismark Santiago                 | Árbitro(s): Bismark Santiago |

### Mejor segundo
| Equipo        | Grupo | Pts. | PJ | PG | PE | PP | GF | GC | Dif. |
| ------------- | ----- | ---- | -- | -- | -- | -- | -- | -- | ---- |
| Cerro Porteño | B     | 6    | 3  | 2  | 0  | 1  | 7  | 4  | 3    |
| Caracas       | A     | 6    | 3  | 2  | 0  | 1  | 8  | 6  | 2    |
| Palmeiras     | C     | 5    | 3  | 1  | 2  | 0  | 6  | 5  | 1    |

## Fase final

### Cuadro de desarrollo
|  | Semifinales             | Semifinales             |   |                         | Final                   | Final |  |
|  |                         |                         |   |                         |                         |       |  |
|  |                         |                         |   |                         |                         |       |  |
|  | 13 de julio - La Serena |                         |   |                         |                         |       |  |
|  | Peñarol                 | 0                       |   |                         |                         |       |  |
|  | Boca Juniors            | 1                       |   |                         |                         |       |  |
|  |                         |                         |   |                         |                         |       |  |
|  |                         |                         |   |                         | 16 de julio - La Serena |       |  |
|  |                         |                         |   |                         | Boca Juniors            | 2     |  |
|  |                         | Independiente del Valle | 0 |                         |                         |       |  |
|  |                         |                         |   |                         |                         |       |  |
|  |                         |                         |   |                         |                         |       |  |
|  |                         |                         |   |                         | Tercer lugar            |       |  |
|  | 13 de julio - La Serena | 13 de julio - La Serena |   | 16 de julio - La Serena | 16 de julio - La Serena |       |  |
|  | Independiente del Valle | 1                       |   | Peñarol                 | 2 (2)                   |       |  |
|  | Cerro Porteño           | 0                       |   |                         | Cerro Porteño           | 2 (4) |  |

- Los horarios corresponden a la hora local de Chile: (UTC-4).

### Semifinales
| 13 de julio | Peñarol | 0:1 (0:1) | Boca Juniors  | Estadio La Portada, La Serena |                             |
| 14:30       |         |           | Benítez 45+1' | Árbitro(s): Paulo Zanovelli   | Árbitro(s): Paulo Zanovelli |

| 13 de julio | Independiente del Valle | 1:0 (0:0) | Cerro Porteño | Estadio La Portada, La Serena |                           |
| 18:00       | Rentería 90+1' (pen.)   |           |               | Árbitro(s): Edwin Ordóñez     | Árbitro(s): Edwin Ordóñez |

### Definición del tercer puesto
| 16 de julio | Peñarol                               | 2:2 (0:1) (2:4 p.)         | Cerro Porteño                            | Estadio La Portada, La Serena |                              |
| 12:00       | De Armas 53' · Umpiérrez 78'          |                            | Portillo 44' · Giménez 76'               | Árbitro(s): Pablo Echavarría  | Árbitro(s): Pablo Echavarría |
|             |                                       | Tiros desde el punto penal |                                          |                               |                              |
|             | Díaz · Rodríguez · Umpierrez · Nongoy |                            | Arce · Prieto · Núñez · Dramane · Fariña |                               |                              |

### Final
| 16 de julio | Boca Juniors       | 2ː0 (1:0) | Independiente del Valle | Estadio La Portada, La Serena |                             |
| 15:30       | Rodríguez 44', 48' |           |                         | Árbitro(s): Jhon Hinestroza   | Árbitro(s): Jhon Hinestroza |

|                                  |
| Bandera de Argentina             |
| Campeón Boca Juniors 1.er título |

## Estadísticas

### Goleadores
| Jugador               | Equipo                  | Goles |
| --------------------- | ----------------------- | ----- |
| Santiago Díaz         | Peñarol                 | 4     |
| Maelo Rentería        | Independiente del Valle | 4     |
| Mauricio Benítez      | Boca Juniors            | 3     |
| Néstor Jiémez         | Caracas                 | 3     |
| Thalys                | Palmeiras               | 3     |
| Fabricio Arce         | Cerro Porteño           | 2     |
| Matteo Copelotti      | Defensor Sporting       | 2     |
| Nahuel De Armas       | Peñarol                 | 2     |
| Juan José Giménez     | Cerro Porteño           | 2     |
| Maximiliano Gutiérrez | Huachipato              | 2     |
| José Klinger          | Independiente del Valle | 2     |
| Youri Ochoa           | Independiente del Valle | 2     |
| Ignacio Rodríguez     | Boca Juniors            | 2     |
| José Sequera          | Caracas                 | 2     |

## Estadísticas finales
| Equipo | Equipo                  | Pts | PJ | PG | PE | PP | GF | GC | Dif | Rend. |
| ------ | ----------------------- | --- | -- | -- | -- | -- | -- | -- | --- | ----- |
| 1      | Boca Juniors            | 13  | 5  | 4  | 1  | 0  | 7  | 2  | +5  | 86,7% |
| 2      | Independiente del Valle | 12  | 5  | 4  | 0  | 1  | 11 | 3  | +8  | 80,0% |
| 3      | Cerro Porteño           | 7   | 5  | 2  | 1  | 2  | 9  | 7  | +2  | 46,7% |
| 4      | Peñarol                 | 10  | 5  | 3  | 1  | 1  | 13 | 6  | +7  | 66,7% |
| 5      | Caracas                 | 6   | 3  | 2  | 0  | 1  | 8  | 6  | +2  | 66,7% |
| 6      | Palmeiras               | 5   | 3  | 1  | 2  | 0  | 6  | 5  | +1  | 55,6% |
| 7      | Defensor Sporting       | 3   | 3  | 1  | 0  | 2  | 4  | 3  | +1  | 33,3% |
| 8      | Envigado                | 3   | 3  | 1  | 0  | 2  | 1  | 3  | -2  | 33,3% |
| 9      | Huachipato              | 1   | 3  | 0  | 1  | 2  | 2  | 6  | -4  | 11,1% |
| 10     | O'Higgins               | 1   | 3  | 0  | 1  | 2  | 2  | 6  | -4  | 11,1% |
| 11     | Alianza Lima            | 1   | 3  | 0  | 1  | 2  | 1  | 7  | -6  | 11,1% |
| 12     | Always Ready            | 0   | 3  | 0  | 0  | 3  | 1  | 11 | -10 | 00,0% |